# Reid-Gletscher (Alaska)
Der Reid-Gletscher ist ein 18 km langer Gletscher im US-Bundesstaat Alaska.

## Geografie
Er befindet sich im Glacier-Bay-Nationalpark etwa 116 km nordwestlich von Hoonah.
Der etwa 18 km lange und 1,8 km breite Gletscher strömt vom Brady Icefield, in der südlichen Fairweather Range gelegen, in nördlicher Richtung und mündet in das Reid Inlet, eine kleine Seitenbucht der Glacier Bay.

## Gletscherentwicklung
Der Reidgletscher bedeckte 1899 noch die komplette Bucht des Reid Inlet. Seither hat sich der Gletscher immer mehr zurückgezogen und ist heute im Begriff, ein Landgletscher zu werden. Das östliche und westliche Drittel der Eisfront lag Anfang der 2000er Jahre schon trocken. Das zentrale Drittel war zu dieser Zeit bei Flut noch von Meerwasser umströmt. Die Rückzugsrate dieses zentralen Drittels lag bei 10–15 m pro Jahr. Die Eisfront wies im Jahr 2004 eine mittlere Höhe von knapp 50 m oberhalb sowie eine mittlere Tiefe von 3–10 m unterhalb der Wasserlinie auf. Die Eisgeschwindigkeit wurde zu der Zeit auf 5 m pro Tag geschätzt.

## Namensgebung
Der Reid-Gletscher wurde von Mitgliedern der Harriman-Alaska-Expedition nach dem US-amerikanischen Geophysiker Harry Fielding Reid benannt.